# Jorginho
Jorginho (Jorge de Amorim Campos), brazilski nogometaš in trener, * 17. avgust 1964, Rio de Janeiro, Brazilija.
Za brazilsko reprezentanco je odigral 64 uradnih tekem in dosegel tri gole.